# Olga Ruilópez
Olga Ruilópez (La Habana, 19 de septiembre de 1922 - Miami ,10 de febrero de 1992) fue una escritora cubana de radio y televisión.

## Biografía
Se desempeñaba como escritora de telenovelas creando innumerables historias con el tiempo llegarían a ser un éxito. En los años cuarenta escribió radionovelas para las emisoras de radio de su país que le dieron reconocimiento en Latinoamérica.
En 1960 sus obras fueron llevadas a la televisión en Venezuela en las cadenas RCTV y Venevisión, a la par escribía telenovelas para Brasil en la cadena Rede Globo.  
En Venezuela se emitieron Barbara, Sabrina, Rosángela, Zoraide,Carolina, Ana María y La hija de nadie.
Sus obras también se realizaron en Argentina, como por ejemplo: Griselda gitana rubia y Yo compro esta mujer. Las telenovelas de Ruilópez se siguieron grabando en México. Algunos de sus grandes éxitos como Yo compro esa mujer, El niño que vino del mar, Preciosa y Amor gitano fueron producidos por Televisa.
Fue columnista del prestigioso Diario Las Américas. Murió en Florida en 1992.

## Telenovelas

### Radionovelas
- La mujer de aquella noche
- Yo compro esa mujer
- Griselda gitana rubia
- Ogilda la hija del mar
- Torre del diablo
- La huerfanita
- El pequeño lord
- El perdon para una mujer
- El dolor de nacer mujer
- El ángel del mal
- Lagrimas de amor
- chiquita
- Rosalva
- Eloisa
- Rosaura
- Pasiones de juventud
- La hija del dolor
- La cueva del diablo
- Martha laura
- El dolor de un recuerdo
- Renzo el gitano

### Telenovelas
- La mujer de aquella noche
- Yo compro esa mujer
- El pequeño Lord
- La Huerfanita
- El angel del mal
- Chiquita
- Griselda Gitana Rubia
- Rosaura
- Perdón para una mujer
- Lagrimas de amor
- La cueva del diablo